# Невшатель (княжество)

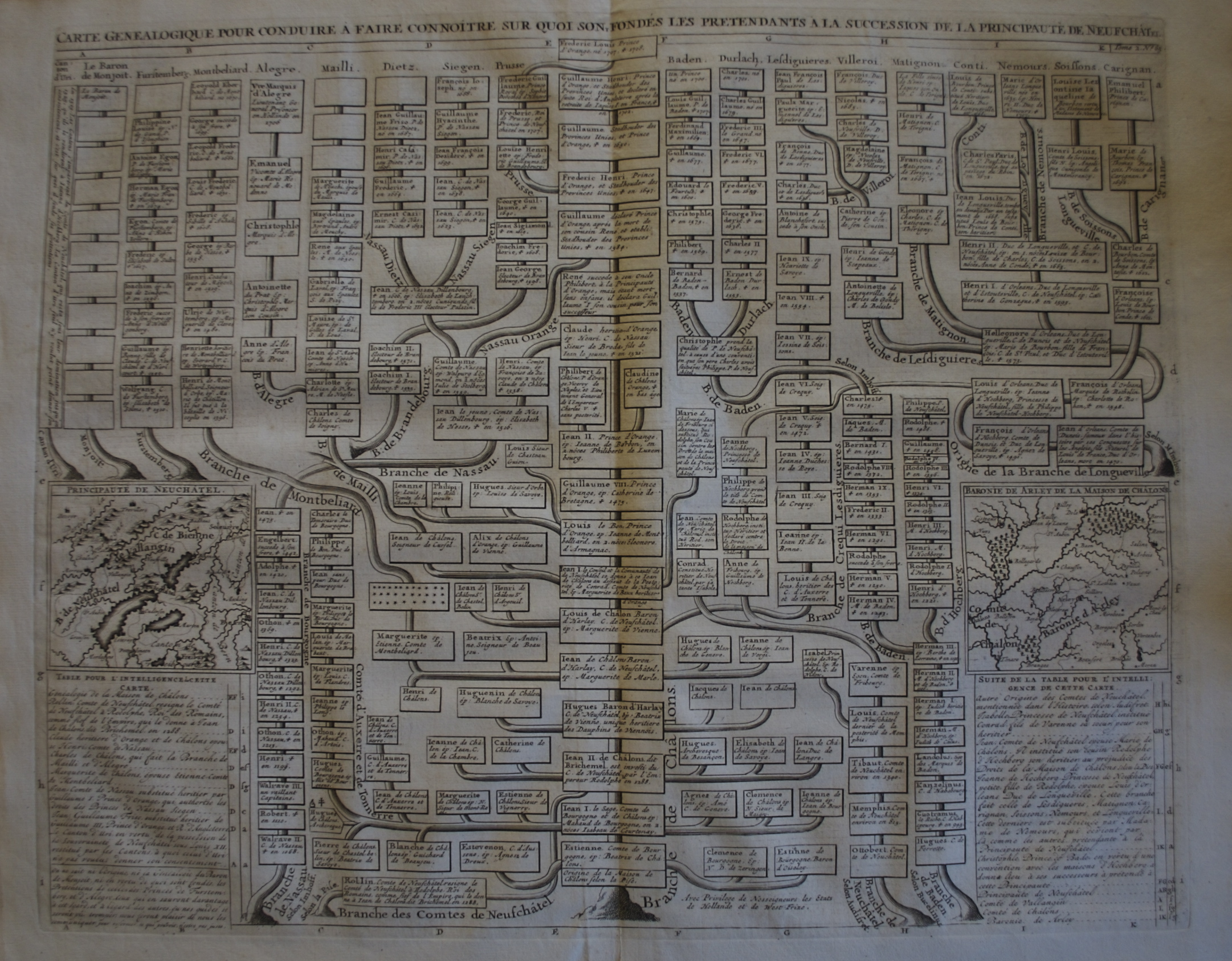
Таблица с изображением родословных связей претендентов на невшательский престол (1707)

Невшатель — одно из многочисленных суверенных княжеств, существовавших на восточных границах Франции в XVI—XVII веках. Столица — город Нойенбург, позднее переименованный на французский лад в Невшатель (оба названия означают «новый замок»).

## Графство

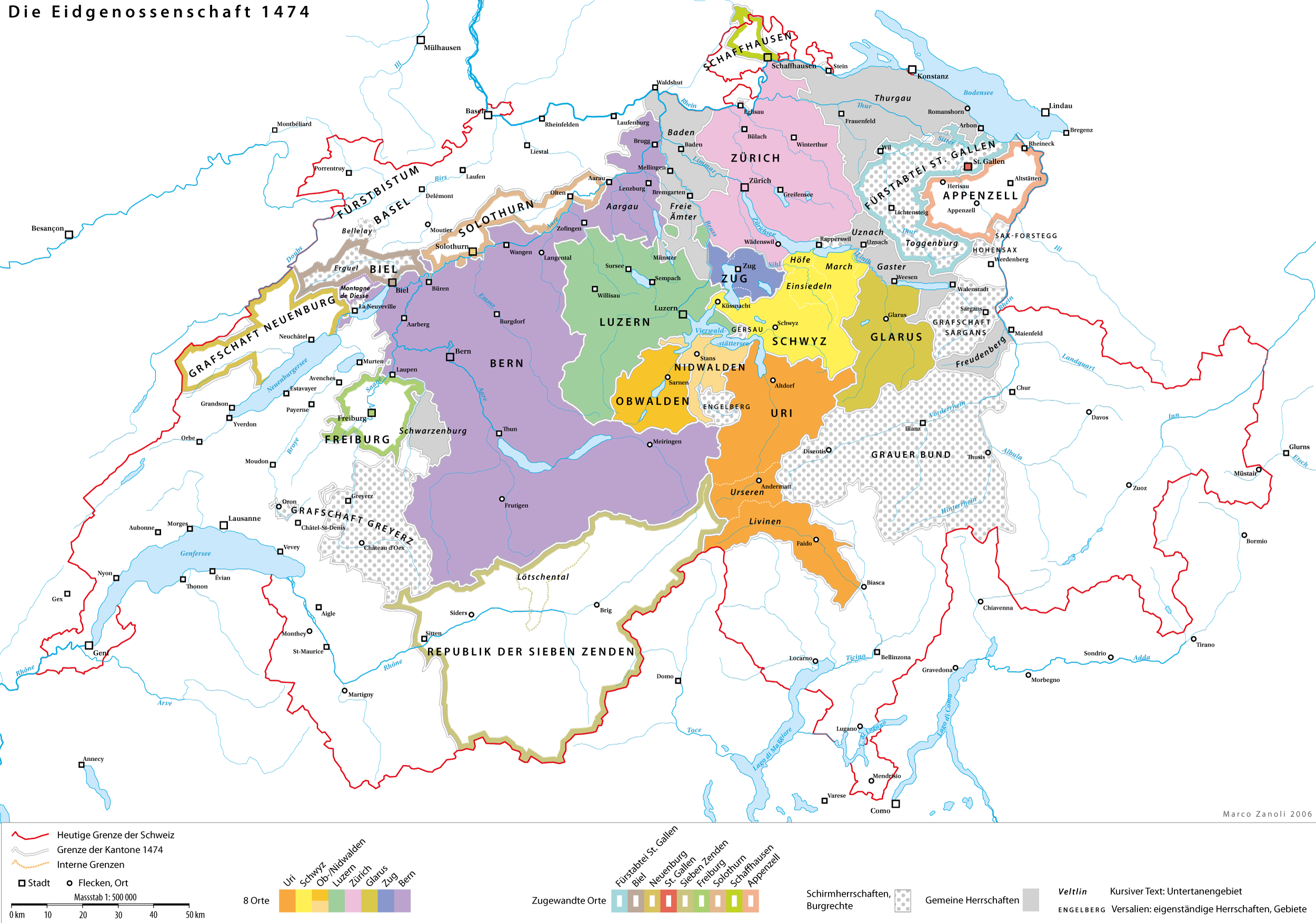
Графство Нойенбург на карте Швейцарии.

Графы Нойенбургские упоминаются источниками с XII века, когда один из них принимал участие в Третьем крестовом походе. От старшего сына этого крестоносца происходят графы Нойенбургские, от среднего — сеньоры и графы соседнего Валанжена (род просуществовал до Наполеоновских войн), а младший был епископом Лозанны.
В XIV веке род графов Нойенбургских пресёкся. Наследница их владений вышла замуж за графа Фрайбургского из рода Урахов (от которых происходят князья Фюрстенберги). Последний из графов Фрайбургских, Иоганн, умер в 1457 году. В борьбу за невшательское наследство вступили родственники его супруги из Иврейской династии (Людовик Добрый, принц Оранский) и внук Анны Фрайбургской — маркграф Рудольф IV Хахбергский из числа младших Церингенов.
По завещанию Иоганна Фрайбургского и по воле жителей Невшателя город отошёл к Рудольфу IV. Его сын Филипп (1454—1503) занимал высокое положение в Бургундском герцогстве. Он избрал Невшательский замок своей резиденцией и сочетался в нём браком с Марией Савойской — внучкой Анны де Лузиньян и племянницей Людовика XI. Единственным плодом этого брака была Жанна, наследница графства Нойенбург (Невшатель) и маркграфства Рёттельн (Ротлен).
В 1504 году мать устроила брак Жанны с собственным племянником, Людовиком де Лонгвилем, внуком знаменитого графа Дюнуа. От этого союза происходят французские принцы крови — герцоги Лонгвили. Они унаследовали Невшатель и ввиду этого притязали на достоинство «иностранных принцев» (или суверенов) при французском дворе. C 1532 года они именовали себя не графами, а владетельными князьями Невшательскими.

## Княжество

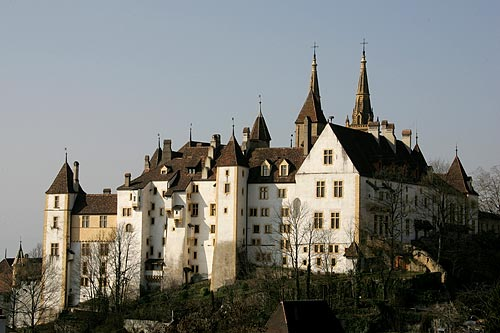
Замок князей Невшателя

Лонгвили на стороне французской короны принимали участие в Итальянских войнах. Это стоило им контроля над Невшателем, который с 1512 по 1529 годы оккупировали швейцарцы. Тогда же местное население обратил в протестантское исповедание Гийом Фарель. Вдова одного из Лонгвилей, герцогиня Эстутвиль (тётка Генриха Наваррского), в 1579 году за 70 000 золотых купила соседнее с Невшателем селение Валанжен. Её потомки стали именовать себя князьями Невшателя и Валанжена.
По условиям Вестфальского мира император Священной Римской империи признал, что Невшатель находится вне его юрисдикции, а Лонгвили, таким образом, являются суверенными правителями. На карте Европы появился курьёз — протестантское княжество с католическим монархом. Последний из Лонгвилей отличался крайней религиозностью и даже вступил в орден иезуитов, что было без энтузиазма воспринято его гугенотскими подданными. После его смерти в 1694 году во владение Невшателем вступила сестра, бездетная и вдовая герцогиня Мария Немурская.
Герцогиня выбрала своим наследником двоюродного брата Луи-Анри де Бурбон-Суассона — внебрачного сына графа Суассонского. Несмотря на солидный возраст, она женила его на дочери маршала Люксембурга. Их дочь, долженствовавшая унаследовать Невшатель, была взята в жёны молодым герцогом Люинем.
В 1707 году смерть Марии Немурской привела к новому спору за невшательское наследство. Не менее 15 подданных французского короля во главе с могущественным принцем Конти заявили свои права на княжество. Особенно энергично отстаивали свои права Матиньоны и герцогиня Ледигьер — ближайшая наследница Лонгвилей по линии Гонди.
Жители Невшателя воспользовались династическим замешательством, чтобы предать себя в руки протестантского государя, а именно — первого прусского короля, Фридриха. После смерти Вильгельма III Оранского он (как ближайший родственник) заявлял свои права на всё его наследство, в состав которого входили и старинные притязания шалонско-оранской ветви Иврейского дома на обладание Невшателем (см. княжество Оранж). Таким образом, у Невшателя появился протестантский государь в лице короля Пруссии.

## Прусский период
Прусское господство в Невшателе продолжалось до 1857 года. Оно было прервано событиями Наполеоновских войн, когда (в 1806 году) Наполеон вынудил прусского короля уступить Невшатель своему маршалу Бертье. Тот в течение 6 лет именовал себя герцогом Валанженским и владетельным князем Невшательским. Отдельный батальон, сформированный из жителей Невшателя, принимал участие в походе на Россию в 1812 году. Чины батальона носили форму красного и жёлтого цветов, за что получили в армии прозвище «канарейки».
Венский конгресс вернул княжество Гогенцоллернам, но прусские дипломаты настояли на включении его в состав Швейцарии на правах кантона (кантон Невшатель) — с тем, чтобы получить рычаг влияния на альпийскую конфедерацию. Это был единственный из кантонов с монархической формой правления. Главой кантона считался князь, которым являлся король Пруссии. Законодательный орган —  Земские штаты княжества Невшатель (Landstände des Fürstenthums Neuenburg) (с 1831 года — Законодательный корпус (gesetzgebenden Körpers), избирались народом. Органом исполнительной власти являлся Государственный совет (Staatsrath), члены которого назначались князем (королём Пруссии).
Только в ходе революционных волнений 1848—1857 годов жителям Невшателя удалось наконец перейти от монархии к республике.
На сегодняшний день Невшатель — швейцарский кантон.